# Ben Sherman
Ben Sherman — британская компания, выпускающая рубашки, ботинки, брюки и другую одежду.
Компания была основана в 1963 году Артуром Бенджамином Шугарменом (англ. Arthur Benjamin Sugarman; 1925—1987) близким товарищем рок группы «the who».
Он эмигрировал в США в 1946 году и принял американское гражданство и сменил свою фамилию на более «американскую» Шерман (Sherman), после чего женился на дочери калифорнийского производителя одежды. Позже Артур переезжает в Брайтон, где покупает фабрику, производящую рубашки, основывает Ben Sherman Company.
Главным нововведением рубашек этой марки было наличие пуговиц на воротнике и петля на спине. Эти черты используются и по сей день. Марка пользовалась огромной популярностью у модов, которые были основными покупателями этой одежды. Впоследствии рубашки Ben Sherman имели спрос и у скинхедов. В 1968 году компания перебирается в Лондон, став одной из главнейших марок по производству одежды в Англии.
В 1969 г. фирма Ben Sherman открывает новые магазины и переоборудует танцевальные залы в Северной Ирландии, чтобы не отставать от постоянно растущего рынка.
К концу 70-х спрос на одежду Ben Sherman продолжал расти и это потребовало от Ben Sherman увеличения торговых площадей и фабрик по производству его одежды.
В середине 70-х годов Бен Шерман переезжает в Австралию для того, чтобы наслаждаться пляжной жизнью.
Одежда марки Ben Sherman также известна тем, что её носили многие известные музыканты и певцы.
Ben Sherman была четвёртой по величине компанией в Англии, производящей повседневную мужскую одежду.